# Kenji Suzuki (Fußballspieler)
Kenji Suzuki (japanisch 鈴木 健児 Suzuki Kenji; * 3. September 1986 in Akita) ist ein ehemaliger japanischer Fußballspieler auf der Position eines Mittelfeldspielers der im offensiven Mittelfeld eingesetzt wurde.

## Karriere
Suzuki erlernte das Fußballspielen in der Schulmannschaft der Araya High School. Seinen ersten Vertrag unterschrieb er 2005 beim FC Tokyo. Der Verein spielte in der höchsten Liga in der japanischen J1 League. Im Jahr 2006 wurde er an den singapurischen Verein Albirex Niigata ausgeliehen. In der Singapore Premier League wurde er in 26 Ligaspielen eingesetzt und erzielte kein Tor. Suzuki kehrte zur Saison 2007 zum FC Tokyo zurück und wechselte im September 2008 zum japanischen Viertligisten Gainare Tottori in die Japan Football League. Für Gainare Tottori absolvierte er in zwei Spielzeiten insgesamt 23 Ligaspiele, erzielte drei Tore und gab eine Torvorlage. Zur Saison 2011 wechselte er zum japanischen Ligakonkurrenten Blaublitz Akita. Dort spielte bis zum Ende der Saison 2015, wobei er am Ende der Saison 2013 mit seinem Verein in die J3 League aufstieg. Insgesamt lief er für Blaublitz Akita in 64 Ligaspielen auf konnte jedoch nur eine Torvorlage geben. Zur neuen Saison 2016 wechselte er zu Tochigi Uva FC. Wurde in 16 Ligaspielen eingesetzt ohne einen Torerfolg. Seine letzte Station als aktiver Fußballspieler war von der Saison 2018 bis zu seinem Karriereende nach der Saison 2019 der Fünftligist Akita FC Cambiare in der japanischen Tōhoku Soccer League. Hier absolvierte Suzuki weitere 16 Ligaspiele ohne einen Torerfolg zu erzielen. Seine Karriere beendete er am 1. Februar 2020.